# Finn Ferner
Finn Christian Ferner (Oslo, 10 de março de 1920 — Nesøya, 11 de março de 2001) foi um marinheiro e medalhista olímpico norueguês.
Ele nasceu em Oslo e morreu em Nesøya. Ele recebeu uma medalha de prata na classe dos seis metros com o barco Elisabeth X nos Jogos Olímpicos de Verão de 1952 em Helsínquia, juntamente com Johan Martin Ferner (seu irmão), Erik Heiberg, Tor Arneberg e Carl Mortensen.